# Lucilia sericata

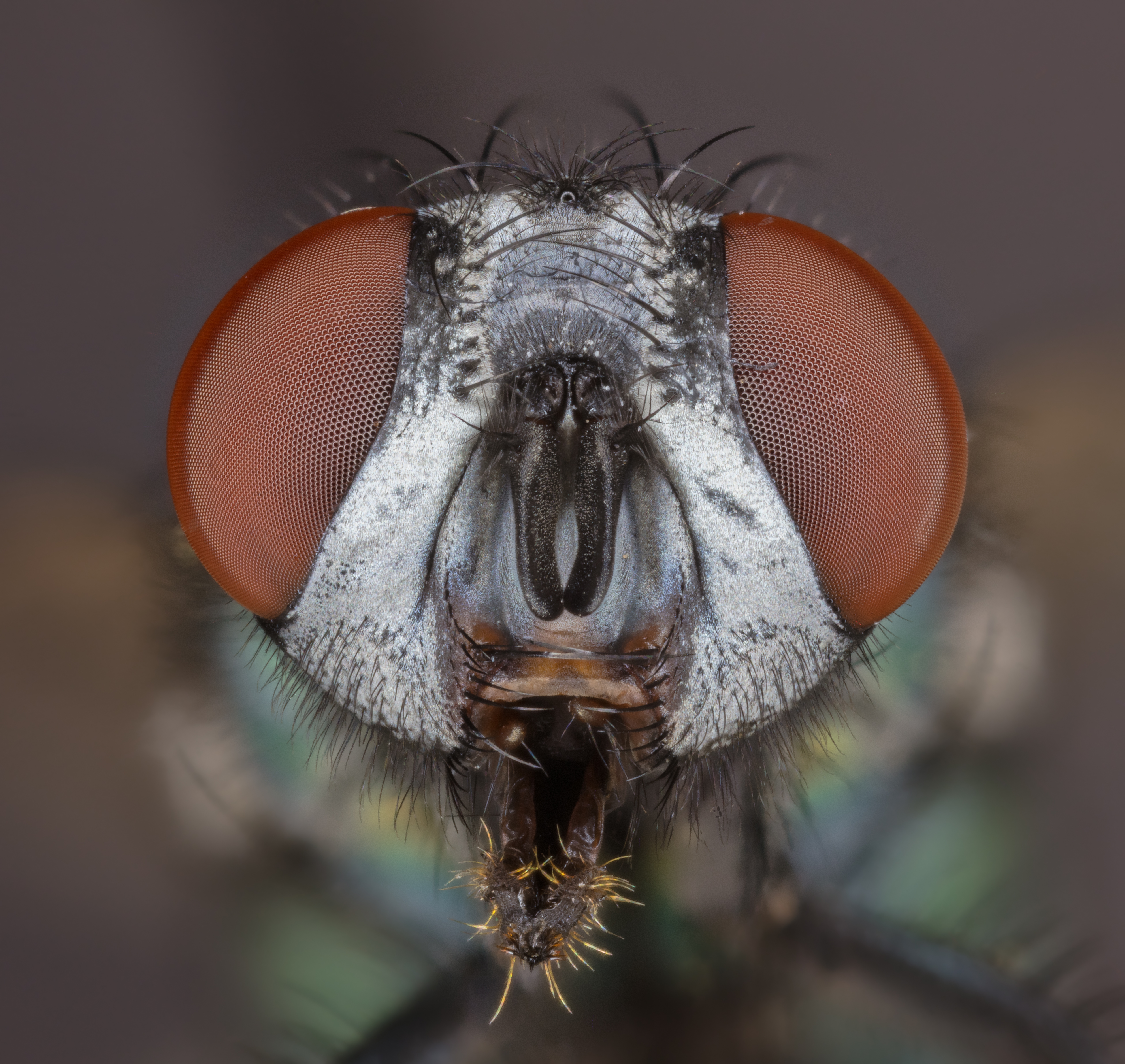
Fotografia macro

La mosca verde (Lucilia sericata [Meigen, 1826]) è un dittero appartenente alla famiglia Calliphoridae, ampiamente distribuito in tutto il mondo, soprattutto nelle aree a clima temperato dell'emisfero boreale.

## Descrizione

### Adulto
L'adulto di Lucilia sericata ha generalmente dimensioni comprese tra i 6 e 9,1 mm di lunghezza ed è caratterizzato da una colorazione metallizzata tipicamente verde bottiglia, da cui derivano sia il nome italiano ("mosca verde") che quello inglese ("green-bottle blowfly").
Come per tutti gli insetti, il corpo dell'adulto è distinto nei tre classici tagmata: capo, torace e addome.
Il capo è ipognato, ben separato dal corpo, e su di esso troviamo gli occhi composti, le brevi antenne e l'apparato boccale succhiatore lambente tipico dei ditteri.
Il torace (distinto in mesoprescuto, mesoscuto e mesoscutello) presenta tre caratteristiche scanalature trasversali, tipiche di questa specie, ed è la porzione corporea su cui si articolano le tre coppie di arti e la coppia di ali. Come in tutti i Ditteri, infatti, il secondo paio di ali (quello posteriore) è estremamente modificato a formare una coppia di bilancieri, cioè due piccole strutture di forma clavata utilizzate per stabilizzare il volo dell'animale, rendendolo più efficiente e preciso. I bilancieri rimangono protetti da un'espansione laterale lobata e squamiforme, detta appunto squama o caliptra, che in tutte le specie del genere Lucilia appare di colore chiaro e presenta una cresta (cresta soprasquamale) con alcuni ciuffi di peli. Lucilia sericata, però, si distingue dalle altre specie per il colore giallo del basalare (o basicosta), cioè di quella struttura "a spalla" situata all'estremità prossimale della prima nervatura alare (la subcosta nei ditteri), il cui aspetto acquisisce quindi un importante valore sistematico.
Un altro carattere distintivo di Lucilia sericata è rappresentato dalle 5 setole acrosticali (cioè quelle setole che risultano allineate lungo la linea mediale del torace, in posizione dorsale), 2 collocate anteriormente alla sutura trasversa (setole presuturali) e 3 posteriormente (postsuturali), mentre la maggior parte delle altre specie all'interno del genere Lucilia presenta solamente 4 setole acrosticali (ad esclusione di L. cuprina, L. silvarum, L. thatuna).
L'addome contiene invece la maggior parte degli organi interni e le strutture riproduttive. Nei maschi sono presenti le armature genitali, la cui forma rappresenta un fondamentale carattere di riconoscimento della specie, mentre nelle femmine gli ultimi segmenti corporei si assottigliano e si allungano formando un apparato telescopico detto ovopositore di sostituzione, struttura tipica dei ditteri.
L'adulto di Lucilia sericata normalmente non viene considerato attivo durante le ore notturne: alcuni autori hanno però osservato casi di ovoposizione notturna in particolari condizioni ambientali (soprattutto di alta temperatura) e si tratta quindi di un argomento che necessita di ulteriori studi e approfondimenti.

### Uovo
Per l'ovoposizione Lucilia sericata è in grado di sfruttare un gran numero di substrati differenti, anche se viene ampiamente preferito l'utilizzo di carcasse animali, in particolare quelle situate in ambienti aperti ed esposti al sole.
Tra le numerose specie di insetti che compongono la classica entomofauna cadaverica, Lucilia sericata è una delle prime a comparire sul corpo, anche grazie ad un apparato olfattivo particolarmente efficiente, in grado di percepire immediatamente quei composti chimici a base di ammoniaca e solfuro tipici delle prime fasi della decomposizione. In condizioni ideali di temperatura e in assenza di ostacoli fisici o chimici (naturali o artificiali) già dopo 2-3 ore dalla morte compaiono i primi ammassi di uova disposti a formare dei grossi grappoli in corrispondenza degli orifizi naturali (orecchie, occhi, ferite, mucose delle narici e cavità orale) e di zone particolarmente protette (zona ascellare, sotto il seno, tra i capelli o tra le pieghe dei vestiti).
Ad occhio nudo le uova appaiono molto piccole, con dimensioni che non superano 1 mm di lunghezza, di colore biancastro, e presentano una specifica sculturazione esterna. Queste uova sono costituite da un guscio protettivo, il corion, molto resistente e in grado di proteggere l'embrione da attacchi chimici o fisici. Sulla parte dorsale le uova sono percorse dal piastrone (o area mediana), che presenta una struttura spugnosa per poter intrappolare le molecole d'aria trasformandosi all'occorrenza in un aeropilo, cioè in un polmone passivo che permette all'embrione di sopravvivere anche se l'uovo viene immerso in acqua o nei fluidi corporei.

In seguito all'accoppiamento tra gli adulti lo sperma entra all'interno dell'uovo attraverso il micropilo, cioè una piccola apertura che si trova nella parte cefalica dell'uovo. La femmina adulta, quindi, individuato un luogo adatto all'ovoposizione, rilascia le uova già fecondate.

### Larva
Dalle uova emergono larve apodi e vermiformi, biancastre, di forma conica, affusolata anteriormente e acefale poiché le vestigia della testa sono invaginate nel torace. Le appendici boccali della larva sono atrofizzate e sostituite da strutture modificate che vanno a formare lo scheletro cefalo-faringeo, che in Lucilia sericata appare trasparente. Di questo solo i doppi uncini boccali sono liberamente mobili, e operano su un piano verticale.
Ai lati dell'estremità cefalica si possono notare due piccole evaginazioni di colore leggermente più scuro, dotate di lobi, gli spiracoli anteriori, con funzione respiratoria, che hanno una grande importanza per il riconoscimento sistematico. All'estremità posteriore sono invece presenti gli spiracoli posteriori, anch'essi con funzione respiratoria, che presentano al proprio interno un numero diverso di fessure spiracolari a seconda dell'età larvale.
Dopo essere uscite dall'uovo ed entrate all'interno del cadavere, dove trovano un ambiente umido e protetto da parassiti e predatori, le larve cominciano ad attaccare il pabulum (cioè il substrato nutritivo) con gli uncini boccali e lo ammorbidiscono secernendo enzimi (proteasi, collagenasi, lipasi) che ne iniziano la digestione. In assenza di un'apertura o di una lacerazione preesistente sulla carcassa, l'ingresso viene reso possibile dallo sforzo collettivo di un gruppo di larve che localizzano in un punto la produzione di enzimi digestivi, tanto da riuscire a perforare lo strato di rivestimento esterno del corpo.

## Biologia

### Comportamento
Lucilia sericata è una specie eliofila ed amante del caldo, che contrariamente ad altri generi di Calliforidi come Calliphora sp. entra molto raramente nelle abitazioni umane e nei luoghi chiusi, preferendo rimanere in ambienti aperti e soleggiati. È quindi una specie tipica della stagione estiva, tanto che studi specifici hanno mostrato come la sua Lower Development Treshold (LDT, cioè la temperatura minima che permette il suo sviluppo) sia di circa 10-12,5 °C.

### Alimentazione
È una specie estremamente comune sia in aree urbane che in aree rurali, e per le sue caratteristiche costituisce una delle specie più importanti nell'ambito degli studi di entomologia forense. Infatti, mentre gli adulti si nutrono principalmente di polline e nettare, le larve sono necrofaghe e vengono perciò spesso rinvenute su corpi e carcasse in stato di decomposizione.

### Riproduzione
Il ciclo vitale di Lucilia sericata è quello classico dei Ditteri e in generale di tutti gli insetti olometaboli, e prevede una successione del tipo adulto-uovo-larva-pupa-adulto.
Tale ciclo prevede, a livello di pupa, una metamorfosi completa in grado di indurre profonde modificazioni strutturali e anatomiche a carico dell'animale, come testimoniato dalle notevoli differenze morfologiche ed ecologiche osservabili tra lo stadio larvale e quello di adulto.

## Rapporti con l'uomo
Le larve di mosca verde sono usate per la cura di ferite infette e ulcere: si tratta della cosiddetta terapia larvale.